# Stilobezzia tetragona
Stilobezzia tetragona är en tvåvingeart som beskrevs av Maurice Emile Marie Goetghebuer 1934. Stilobezzia tetragona ingår i släktet Stilobezzia och familjen svidknott.
Artens utbredningsområde är Kongo. Inga underarter finns listade i Catalogue of Life.